# Françoise de Mailly
Françoise de Mailly, duchesse de Mazarin (1688-1742), fut la dame d'atours de la reine Marie Leszczynska de 1731 à 1742.  

## Biographie
Fille de Louis de Mailly (1663-1699) et d'Anne-Marie-Françoise de Sainte-Hermine, sœur de Françoise Louise de Mailly, elle épouse en premières noces le 1er septembre 1700 Louis Phélypeaux (1672-1725), marquis de La Vrillière.
Comme nous l’indique le duc de Saint-Simon, elle ne voulait pas se marier :
« Sa future ne fut pas si aise que lui : elle n’avait pas douze ans, elle se mit à pleurer et à crier qu’elle était bien malheureuse, qu’on lui donnât un homme pauvre si l’on voulait pourvu qu’il fut gentilhomme et non pas un petit bourgeois. Elle était en furie contre sa mère et contre Mme de Maintenon ; on ne pouvait l’apaiser ni la faire taire, ni faire qu’elle ne fit pas la grimace à La Vrillière et à toute sa famille qui accoururent la voir… Ils espèrent que c’était enfance qui passerait mais ils l’espérèrent vainement, jamais elle ne s’est accoutumée à être Mme de La Vrillière et à souvent elle le leur a montré ». (Mémoires, année 1700, chapitre III).
Elle était d’après ses contemporains, belle comme un amour. Ayant collectionné plusieurs amants parmi lesquels le marquis de Nangis, qu'elle garda longtemps, elle était connue experte en la matière et fut entre autres, l'une des nombreuses maîtresses du Régent. Elle aurait même été choisie pour déniaiser le jeune roi Louis XV.
Veuve en 1725, elle devint duchesse par son second mariage le 14 juin 1731 avec Paul-Jules de La Porte-Mazarin (1666-1731), duc de Meilleraye et de Mazarin, qui la laissa veuve au bout de trois mois.
Elle fut nommée le 25 août 1731 dame d'atours de la reine après la démission de sa mère. Elle est logée dans le château. La reine s’entend fort bien avec elle et la duchesse fait partie de ses intimes.

## Sources
- Nadine Akkerman & Birgit Houben, The Politics of Female Households: Ladies-in-waiting across Early Modern Europe